# Lijst van voormalige moskeeën in Italië en Malta
Dit is een lijst van voormalige moskeeën in Italië en Malta. Het geeft een overzicht van voormalige moskeeën in Italië en Malta. Het somt enkele, maar niet alle moskeeën van Italië en Malta op. 

## Lijst van voormalige moskeeën in Italië en Malta
| Huidige naam                            | Moskee naam              | Foto | Stad             | Regio   | Jaar geopend | Jaar gesloten | Opmerking |
| --------------------------------------- | ------------------------ | ---- | ---------------- | ------- | ------------ | ------------- | --- |
| Kathedraal van Syracuse                 |                          |      | Syracuse         | Sicilië |              |               | |
| San Giovanni degli Eremiti              |                          |      | Palermo          | Sicilië | 842          | 1136          | De oorsprong van de kerk dateert uit de 6e eeuw. Later, na de islamitische verovering van Sicilië, werd het omgezet in een moskee. Na de oprichting van de Normandische overheersing van Zuid-Italië werd het teruggegeven aan de christenen door Rogier II van Sicilië, die het rond 1136 toevertrouwde aan de Benedictijnse monniken van Sint-Willem van Vercelli. |
| Kathedraal van Lucera                   |                          |      | Lucera           | Foggia  | 13de eeuw    | 14de eeuw     | Op de ruïne van de moskee werd de huidige kathedraal gebouwd door Saraceense vluchtelingen uit het Emiraat Sicilië. |
| Chapel of the Annunciation, Żurrieq     |                          |      | Żurrieq          | Malta   |              | 1419          | De kapel werd hoogstwaarschijnlijk gebruikt als een moskee toen deze oorspronkelijk werd gebouwd. De architectuur ondersteunt dit beeld; de apsis was waarschijnlijk een qibla en het gebouw wijst min of meer naar Mekka. |
| Kathedraal van Palermo                  | Grote Moskee van Palermo |      | Palermo          | Sicilië | 842          | 1136          | De oorspronkelijke kathedraal werd omgevormd tot Grote Moskee en kreeg nieuwe bijgebouwen, zoals de madrassa, een bibliotheek en een badhuis. Op de muur bevindt zich een Arabische inscriptie met verzen uit de koran. In de jaren 1179-1185 is de kathedraal herbouwd na een aardbeving. |
| Chiesa di San Giacomo                   |                          |      | Palermo          | Sicilië |              |               | Gebouwd buiten de stadsmuren waar in de islamitische tijdperk een moskee stond. |
| Cappella dell'Incoronata                | Gami-moskee              |      | Palermo          | Sicilië | 831          | 1136          | De Gami-moskee die plaats bood aan 7.000 gelovigen, is gebouwd op hetzelfde gebied waar de Byzantijnse kathedraal stond. De aanpassing aan een moskee dateert uit de moslimdynastie van de Aghlabiden die Palermo en heel Sicilië meer dan twee eeuwen lang domineerden. Met de Normandische verovering van Palermo werd de Gami-moskee omgebouwd tot een kerk. Er werden geen grote veranderingen aangebracht aan de buitenkant van de moskee, enkel de minaret werd een klokkentoren. |
| Chiesa della Santissima Trinità         |                          |      | Palermo          | Sicilië |              | 12de eeuw     | Tijdens de islamitische overheersing van Sicilië werd er op de ruïnes van een oude Byzantijnse kloosterrefter een moskee gebouwd. Na de verovering van Palermo door de Normandiërs werd de moskee door Willem I van Sicilië omgebouwd tot een kapel met een bijhorende residentie. |
| Duomo dei Santi Apostoli Pietro e Paolo |                          |      | Petralia Soprana | Sicilië |              |               | Volgens de geograaf Al-Maqdisi die de stad Petralia Soprana in 985 bezochte was de kathedraal oorspronkelijk een kerk. |
| Chiesa del Santissimo Salvatore         |                          |      | Petralia Soprana | Sicilië |              |               | De kerk zou gebouwd zijn op een plaats waar ooit een moskee stond. |